# Rajgarh
|  | Aquest article tracta sobre sobre el principat de Rajgarh a l'Índia central. Si cerqueu thakurat garantit de Malwa, vegeu «Rajgarh (thakurat)». |

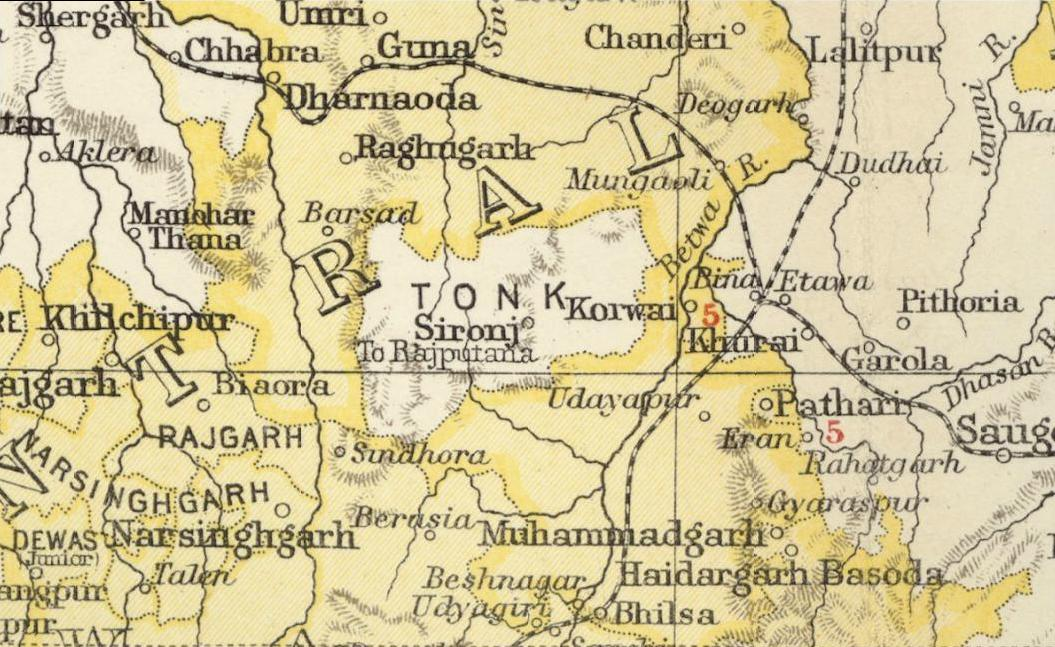
Rajgarh a un mapa de l'Imperial Gazetteer of India

Rajgarh fou un estat tributari protegit a l'Índia central, a l'agència de Bhopal. La capital era Rajgarh (ciutat).

## Geografia
La superfície era de 2.435 km². Estava situat a la regió d'Umatwara i el seu sobirà pertanyia al clan Umat dels rajputs igual que el de Narsinghgarh; la part nord era muntanyosa però el sud estava a l'altiplà de Malwa; els rius principals eren el Parbati (límit oriental) amb els seus afluents, i el Newaj, que passava per la capital. La població era: 
- 1881: 122.641
- 1891: 119.489
- 1901: 88.376
- 1931: 134.891

Les úniques dues ciutats eren Rajgarh (5.399 habitants el 1901) i Biaora (5.607); hi havia 622 pobles. Els hindús eren el 89%, els musulmans el 6% i els animistes (principalment bhils) el 5%; la llengua habitual era el malwi, dialecta del rajasthani. Les castes principals eren els chamars, rajputs, dangis, gujars i balais. El 67% vivia de l'agricultura i activitats generals.

## Història
El clan Umat reclamava ser descendents del clan Paramara que va governar Malwa dels segles IX al XIII, i en concret de Raja Bhoj, i a través d'ell de Vikramaditya. El seu inici és disputat, però en general s'accepta que el primer fou Rana Umaji; quan els umats van entrar a Malwa el seu cap Darang Sen es va establir a Dhar, la seu de l'antic clan Paramara, i posteriorment va adquirir territori entre el riu Sind i el riu Parbati i va aconseguir el títol de rawat el 1448. El onzè descendent de Sarang Sen, Rawat Krishnaji, va morir el 1583 i fou seguit per Dungar Singhji. El fill gran d'aquest, Udaji, va establir la capital a Ratanpur; el seu germà petit, Dudaji, fou el seu ministre (diwan), posició que fou heretada pels seus descendents; les dues branques es van distingir com Udawats i Dudawats. Chhatar Singh, que va succeir a Udaji, va morir el 1661; el seu fill Mohan Singh va pujar al tron com a menor i l'administració va quedar en mans del diwan hereditari Ajab Singh (de la branca Dudawat) que va morir el 1668 i el va succeir el seu fill Paras Ram; aquest es va fer sospitós de voler assolir el poder reial el que va donar lloc a conflictes armats entre les dues branques i finalment el 1681 es va acordar la divisió de l'estat per la qual Paras Ram va rebre el territori que va formar l'estat de Narsinghgarh. En els conflictes que van ocasionar les incursions marathes al segle XVIII, Rajgarh va esdevenir tributari de Sindhia, i Narsinghgarh de Holkar; Rajgarj fou objecte de les incursions dels pindaris a l'inici del segle XIX. El 1818, quan Sir John Malcom va organitzar Malwa després del final del peshwa maratha, es va signar un tractat entre Sindhia de Gwalior i el rawat de Rajgarh, Newal Singh, pel que Talen i altres pobles foren entregats a Sindhia a canvi del pagament del tribut, i es va deixar als britànics el dret exclusiu d'intervenció als afers de Rajgarh. El 1834 Sindhia va retornar Talen i els altres pobles. El sobirà Rawat Moti Singh es va convertir a l'islam el 1871 i va agafar el nom de Mohammad Abd al-Wasih Khan, rebent dels britànics el títol de nawab el 1872 i dret de salutació d'onze canonades, però l'experiment es va acabar amb la seva mort el 1880. Les taxes de pas de la sal foren abolides el 1880 i a canvi el govern britànic va fer un pagament anual de 618 rupies; el 1884 es van abolir la resta de taxes similars (excepte les de l'opi); el 1886 el rawat va rebre el títol hereditari de raja. El 1896 es va introduir la rupia britànica com a moneda. El 1902 va pujar al tron Banne Singh, amb títol de raja i salutació d'onze canonades. El darrer raja fou Bikramaditya Singh (Brij Raj Singh) que el 1948 va accedir a l'Índia i era viu encara al final del segle XX.

## Administració
Administrativament estava dividit en set parganes governades per tahsildars: 
- Biaora
- Karanwas
- Talen
- Kotada
- Kalipith
- Newalganj
- Sivagarh

## Bandera
Igual que Narsinghgarh la bandera era vermella amb un hanuman blanc mirant al pal al centre, portant una muntanya a la mà dreta; prop del pal hi havia un punyal indi amb la punta mirant amunt, en daurat; prop del vol una espasa també amb la punta mirant a dalt, igualment en daurat.

## Exèrcit i policia
L'exèrcit fou abolit a la segona meitat del segle XIX; el 1880 eren encara 240 cavallers i 360 infants, amb 4 canosn e camp i 8 altres, i 12 artillers; es van conservar 200 infants i 30 cavallers com a guàrdia personal del sobirà. La policia estava formada per 357 homes; l'única presó era a Rajgarh.

## Llista de sobirans

### Rawats
- Krishnaji ?-1583
- Dungar Singhji 1583-?
- Udaji vers 1600
- Chhatar Singh ?-1661
- Mohan Singh 1661-1714
- Amar Singh 1714 - 1740
- Narpat Singh 1740 - 1747
- Jagat Singh 1747 - 1775
- Hamir Singh 1775 - 1790
- Pratap Singh 1790 - 1803
- Prithvi Singh 1803 - 1815
- Newal Singh 1815 - 1831
- Rawat Moti Singh 1831 - 1880 (des de 1871 a 1880 es va titular nawab Mohammad Abd al-Wasih Khan)
- Bakhtawar Singh 1880 - 1882
- Balbhadra Singh 1882 - 1902 (raja des de 1886)

### Rages
- Banne Singh 1902 - 1916
- Birendra Singh 1916 - 1936
- Brij Raj Singh 1936 - 1948